# Thomas Mansel (1er baron Mansel)
Pour les articles homonymes, voir Mansel.
Thomas Mansel (vers 1668 - 10 décembre 1723), également connu sous le nom de Thomas Mansell, est un homme politique gallois conservateur qui siège à la Chambre des communes de 1689 à 1712, quand il est élevé à la pairie en tant que baron Mansel et siège à la Chambre des Lords.

## Jeunesse
Il est le fils d'Edward Mansel, 4e baronnet, de Margam Abbey, Glamorgan, pays de Galles, député du Glamorganshire, et de son épouse, Martha Carne. L'arrière-grand-père de Mansel est Henry Montagu (1er comte de Manchester). Il fait ses études au Jesus College (Oxford), et obtient un baccalauréat ès arts en 1686 et en 1699, il obtient son Master of Arts. Le 18 mai 1686, il épouse Martha Millington, fille de Francis Millington, marchand de London et de Newick Place, Sussex.

## Carrière politique
En 1689, Mansel se porte candidat et remporte le siège de Cardiff, en tant que député conservateur. Bien que Mansel ait occupé le siège jusqu'en 1698, ce n'est qu'en 1699 qu'il remporte le siège de Glamorgan et commence à occuper des postes politiques plus importants. En 1701, il est haut shérif de Glamorgan. En 1704, il est nommé vice-amiral du sud du Pays de Galles et la même année, il est nommé contrôleur de la Maison auprès de la reine Anne, poste qu'il occupe jusqu'en 1708. Il est également nommé au conseil privé. À la mort de son père le 17 novembre 1706, il devient baronnet. De 1710 à 1711, il est commissaire au Trésor. Le 1er janvier 1712, il est élevé à la pairie comme baron Mansel de Margam, et quitte son siège à la Chambre des communes pour siéger à la Chambre des lords. De 1712 à 1714, il est caissier de l'échiquier.
Il décède le 10 décembre 1723 et est enterré à Margam. Lui et sa femme ont six enfants, dont Robert Mansel (1695-1723), député (mort quelques jours avant son père), Christopher Mansel, 3e baron Mansel et Bussy Mansel, 4e baron Mansel.